# Falooda
Il falooda o faluda è un dolce diffuso in tutto il subcontinente indiano a base di semi di basilico dolce, latte, e noodle di grano, arrowroot e amido di mais o sago. Solitamente, l'alimento viene servito con il gelato.

## Storia
Il falooda ebbe origine dal faloodeh, un dolce di origine persiana di cui esistono anche diverse varianti preparate nell'Asia occidentale, centrale e meridionale. Il falooda si diffuse in India tra il XVI e il XVIII secolo grazie ai mercanti e alle future dinastie regnanti che si radicarono nel subcontinente. Il falooda subì un'evoluzione che giunse a termine durante l'epoca dei Moghul, i quali diffusero la pietanza nei territori da loro conquistati; i sovrani persiani che succedettero ad essi continuarono consumare la pietanza, che divenne tradizionale dell'Hyderabad e nelle aree carnatiche dell'attuale India. Oltre ad essere tradizionale dello stato indiano, il falooda è considerato un alimento importante nella tradizione culinaria del Pakistan, del Bangladesh e dello Sri Lanka, e viene servito durante i matrimoni, diverse festività islamiche e altri eventi importanti.